# Constitution algérienne de 1996
Constitution révisée de 1996
Lire en ligne

La constitution actuelle, sur le site du Journal officiel de la République algérienne

Constitution de 1989
La Constitution algérienne de 1996 (en tamazight : ⵜⵎⴻⵏⴷⴰⵡⵜ ⵜⴰⴷⵣⴰⵢⵔⵉⵜ ; en arabe : الدستور الجزائري ) a été adoptée par référendum le 26 novembre de la même année ; sa quatrième révision est entrée en vigueur le 30 décembre 2020 après avoir été adoptée par référendum le 1er novembre 2020.
Elle fait suite à la Constitution de 1989 dont elle est une révision constitutionnelle.

## Histoire
La victoire de Liamine Zéroual lors de l'élection présidentielle du 16 novembre 1995 amène le président à faire adopter une nouvelle constitution. Il s'agit d'une révision de la constitution précédente. Dans son avant-projet, annoncé à l'été 1996, il était prévu que le président effectue un septennat non renouvelable.
Elle renforce considérablement les pouvoirs présidentiels et instaure un parlement bicaméral, la plupart des articles de l'ancienne constitution de 1989 sont cependant repris dans celle de 1996.

## Dispositions notables
L'Islam est la religion de l’État. 
L'arabe est langue nationale et officielle, de même que le Tamazight depuis les révisions constitutionnelles de 2002 (langue nationale) et 2016 (langue nationale et officielle). 
L'hymne national est « Qassaman ». La devise du pays est « Par le Peuple et pour le Peuple ».
Les collectivités territoriales de l’État sont la commune et la wilaya.
Le Président de la République est élu au suffrage universel, direct et secret. La durée de son mandat est de cinq ans. Il est rééligible une seule fois.
Les membres (députés) de l'Assemblée populaire nationale sont élus au suffrage universel, direct et secret, et ce pour un mandat de cinq ans.

## Révisions
La constitution actuelle a été révisée en 2002, 2008, 2016 et 2020. Cette quatrième révision constitutionnelle est entrée en vigueur le 30 décembre 2020.

## Compléments